# بنورية
بنّورية منطقة ذات سكن متفرق تبعد عن مدينة سليانة بحوالي 11-12 كلم. ويتمثل مركزها في مدرسة ابتدائية.

### مواضيع ذات علاقة
- ولاية سليانة.